# Mu المجمرة b
Mu المجمرة b أو  HD 160691 b وسمي مؤخراً Quijote هو كوكب خارج المجموعة الشمسية يقع على مسافة تقدر بحوالي 50 سنة ضوئية في كوكبة المجمرة حول النجم Mu المجمرة.اكتشف في 12 ديسمبر 2000 من قبل جيفري مارسي وأخرون باستخدام تحليل دوبلر الطيفي. تقدر كتلة Mu المجمرة b بحوالي 1.676 كتلة مشترية أو 533 كتلة أرضية. يكمل الكوكب مدار حول النجم خلال 1.7611 سنة في متوسط مسافة مدارية قدرها 1.497 وحدة فلكية.

## التسمية
في يوليو 2014 أطلق الاتحاد الفلكي الدولي عملية لمنح أسماء مناسبة لبعض الكواكب الخارجية والنجوم التي تستضيفهم. وشملت العملية ترشيح الجمهور والتصويت على الأسماء الجديدة. في ديسمبر 2015، أعلن الاتحاد الفلكي الدولي عن الأسماء الفائزة وكان من بينها Quijote لهذا الكوكب. قدم الاسم الفائز من قبل قبة بامبلونا السماوية في إسبانيا.Quijote هو الشخصية الرئيسية في رواية دون كيخوتي دي لا مانتش.